# Dethala
Dethala (en népalais : देथल) est un comité de développement villageois du Népal situé dans le district de Darchula. Au recensement de 2011, la ville comptait 3 821 habitants.